# Treasure Hunters
Treasure Hunters (Nederlands: Schattenjagers) is een rondrit in het attractiepark Universal Studios Singapore. De attractie bevindt zich in het themagebied Acient Egypt en opende 18 maart 2010, tegelijkertijd met de rest van het park.
De rit wordt afgelegd in voertuigen voor vier personen. De voertuigen zijn overdekt wat de attractie ook geschikt maakt tijdens slecht weer. Tijdens de rit rijdt het voertuig door een Egyptisch landschap, waarbij langs de route diverse dieren opgesteld staan en speciale effecten opgesteld staan. In de attractie zitten een aantal verwijzingen naar de films van The Mummy.